# 蓮田一五郎
蓮田 一五郎（はすだ いちごろう、天保4年3月5日（1833年4月24日） - 文久元年7月26日（1861年8月31日））は、幕末の水戸藩士。桜田門外の変の襲撃者（桜田烈士）の一人。水戸藩寺社方手代。名は正美。幼名は仙之介。市五郎は誤記とされる。墓所は茨城県水戸市松本町の常磐共有墓地。明治22年（1889年）5月靖国神社に合祀。贈正五位。

## 人物
蓮田一五郎の父・蓮田栄助宗道は水戸の町方同心、扶持7石で私塾を開いていた。栄助は42歳で死去したので、一五郎の老いた祖父・蓮田栄吉が一家を支えた。栄吉は町方同心に再勤したが家計は苦しく、一五郎の母と2人の姉は裁縫の賃仕事をし、また一五郎も11、12歳から内職して家計を補っていた。孫の教育を疎かにしなかった栄吉は、玉川立蔵の塾に一五郎を入門させたが、一五郎は金銭が足りず十分に通えなかった。一五郎はこれらの窮乏があって朝4時に起き、夜は10時頃まで内職をしてもなお苦学に励んだ。一五郎は18、9歳頃に詩、歌、書道など年長者を驚嘆させるほど上達し、算数や絵画も秀でて多芸だったようである。独学不可の武芸は貧困ゆえ我慢していたが、15歳頃から金子健四郎の道場に通い、上達早く3年程で人に秀でた腕前となって、無念流の印可を受けた。
安政2年（1855年）6月、水戸藩軍用方小吏として出仕する。同年10月、寺社方に転ずる。職務上、静神社の神職及び弘道館内・鹿島神社神官の斎藤監物を知り、その思想に非常に感化を受けた。斎藤監物は、かつて弘化元年（1844年）、徳川斉昭の隠居謹慎時、領内の神職を糾合して処罰解除運動に参加している。安政5年（1858年）、幕府大老井伊直弼により尊攘派をはじめとする反幕府勢力の弾圧（安政の大獄）が始まり、翌年斉昭が水戸での永蟄居を命ぜられた。一五郎はこれに憤激し、斎藤らとともに大老井伊直弼襲撃計画に加わった。安政7年（1860年）2月11日、一五郎は江戸へ向かって家を出た。母は56歳、長姉は35歳、次姉は32歳、一五郎は26歳の時だった。
一五郎が安政7年（1860年）3月3日桜田門外の変に至る間に作った和歌が複数残されている。

たらちねにまたも逢瀬の關なればねるまもゆめに恋はぬ夜ぞなき
あはれなりひるはひねもす夜もすがらむねにたえせぬ母のおもかげ
かはく間もあらでたもとのしぐるゝは母をこひしの涙なりけり

安政7年3月3日（1860年3月24日）桜田門外の変の直後、負傷した一五郎は同士と老中脇坂安宅邸へ自訴し、その夜に細川家へ、のち幕吏方へ引き渡された。細川家滞在中に、一五郎は桜田門外の変の襲撃の図を描き残した。幕府からの尋問中、彼は幕吏の池田頼方より狼藉（桜田門外の変）の趣旨を問われ、委細を尽くしてある『斬奸趣意書』でご承知ありたい旨を述べた。幕吏側では前水戸藩主・徳川斉昭を罪に陥れるつもりで誘導尋問を繰り返したが、それを悟っていた一五郎の方は「もし前君（斉昭）の内命にて掃部頭様（井伊直弼）を討つなら水戸藩に立場ある武士が喜んで罷り出で、且つ討ち方もあるべき、なぜ軽輩の我々が出ずる事を得ましょう」と答えた。また彼は獄中で、『蓮田市五郎筆記』にこの取調べの仔細を記した。彼はこの筆記を残した意図について、「幕吏の横暴はいうまでもないが、老公（斉昭）へ冤罪を帰そうとする気炎も幕府方にあり、自分（一五郎）の偽口書きを自分の死後に認められてしまわないとも限らない為、幕吏による取調べの大意を書にしたためた」と自ら記した。彼はこの間、幾つかの詩歌を残したがその中の一つに、次の歌がある。

世の為と思ひつくせし真心は天津み神もみそなはすらむ
一五郎は文久元年（1861年）7月26日送られた伝馬町獄舎で、幕吏の手により同志ら6名と共に斬首された。享年29。
明治35年（1902年）、正五位を追贈された。

## 逸話
- 一五郎は、母が節制のため灯火を消して彼も床に就いたようにみせてから、母姉の熟睡を見計らって起き出し、灯火が漏れないよう行灯に衣服をかけながら読書、暁まで徹夜する事が常だった。母は行灯消滅の多さから燃料を一五郎が使っていると知り、火吹き竹で一五郎を打って叱ったが、一五郎はこれを恨まず却って己の非行を謝った。一五郎は翌日から食事を減らしてその料金を灯火代に充ててくれるよう請いなお読書を続けた為、母は彼の夜間の読書を許した。学習用の紙や筆、墨なども容易ではなく、水戸・馬喰町の小泉屋という油紙問屋の主人は一五郎の苦学に感じ、商品の上包みの紙を何度も蓮田家へ送り届けた。また一五郎の母の生家であった水戸・下町の沼田屋にいた彼の伯母（一五郎の母の姉）は、彼の学資に毎月2朱ずつの金を2年ほど贈った。また一五郎親類の塙重任も何かと彼を補助した。本を買うのは更に困難の為、一五郎は茅根伊予之介や会沢正志斎の蔵書を借りて書き写して読んだが、一五郎14、5歳の頃からその数は数百巻に及んだ。明治19年（1886年）の水戸大火でその大半は潰えたが、なおそのうち30巻余りは蓮田家にあったという。また一五郎が16歳の頃謄写した『日本外史』は香川敬三の家、会沢正志斎による注疏の『孝経』一部が古澤介堂の家に珍蔵されていたという。

- ある年、かねて恩をうけてきた沼田屋の伯母[注 5]が大病であると蓮田家へ告げてきた。一五郎は早速、伯母の所へ見舞いへ行ったが、その夜から毎晩丑三つ時（深夜3時頃）になると彼の姿が見えなくなった。家族は変だと思ったが謹直な一五郎の事なので特に詮議はしなかった。のち、彼が12月の寒空の下、17日間、半里（約2キロメートル）先の愛宕神社へ参拝し、伯母の病が癒えるよう祈願していた事が分かり、伯母は涙を流して喜んだ[18]。

- 一五郎は雷が嫌いだったが14、5歳頃、雷鳴中に仏前で裃をつけ跪き、物言わず礼拝していた為その理由を人が尋ねたところ、「男子非業の最期は君子の道ではなく、もとより君国の為には惜しむべからざる命だが、落雷で死んだとあっては残念なので神仏の加護を祈っている」と答えた[19]。

- 一五郎は孝心が深く、祖父や母の怒りに触れず、衣服なども大抵自分で始末し、少しでも母や姉の手を省こうとしていた。一五郎は出宅・帰宅の際には必ず手をついて祖父と母に告げ、食事の度に礼を言った。また祖父や母の心を傷ましめることを憂い、病気になってもこれを告げなかった。夜には祖父と母の足腰を揉み、彼らが熟睡するのを待ってから己は勉強に取り掛かった。成長後に友人宅に呼ばれ珍しいものを御馳走になった時、自分は一品も手をつけず持ち帰って祖父と母へ勧めた。彼は元来寡黙だったが、昼間見聞した面白そうな話を祖父と母に聞かせ、彼らの心を慰めた。彼は祖父や母が病気の時には一晩中寝ずに看護し、夜中に3、4里（約11.8～15.7キロメートル）も遠くに行って彼らの好物を買ってくる等、孝養に心を尽くした[18]。

- 一五郎の祖父・栄吉は孫をどうにか出世させたく、その祈願に栄吉の好んだ煙草を廃していた程だった。一五郎が16歳のころ栄吉は80歳余りと高齢だった。栄吉は一五郎を自らの代わりに町方同心の代番へ立てた。ここに一五郎は初めて3両2人扶持にありついて世間へ出て人と交わったが家計なお足りず、内職を止める事ができないままだった。しかし、一五郎は間もなく同心勤めをやめた。そのころ打ち首1人に立ち会えば5両の手当てがあるため、同心らは進んでこれに勤めていたが、その職務は一五郎の性質に合わず、一度これに立ち会ったが、「あんな役目はとても人間のする事ではない」と言っていた。その後、寺社方の手代となった一五郎は5石2人扶持で家計も少し楽となった上、前職と異なってそれなりに学問のある人物と会う事になった為、彼はこの職が気に入り、盛んに奉職した[6]。

- 一五郎は平生はごく寡黙な人物であったが、酒を銚子に一杯も呑めば酔い、酔って語る事は必ず楠公（楠木正成）の忠誠だった。一五郎は楠公の話になると徹夜でも語り止めなかった。そのため、一五郎が楠公談をしだすと、友人は辟易した[1]。

- 一五郎の母の姉の一人は裕福な家に嫁ぎ、この伯母に一五郎と同じ年頃の娘（一五郎のいとこ）がおり、名をお絹といった。一五郎11歳の頃、お絹が一五郎は貧乏人の子で麦飯ばかり食べているから色が黒いと言ったため、子供心にも非常に悔しく思い、それから彼は伯母の所へ進んで行かなくなった。その後、一五郎が15歳のとき、お絹が絵本の挿絵を一五郎に写すよう求めたが、一五郎は承諾しつつ中々描かなかったので、お絹が焦れて茶菓子を与えるから早く写すよう催促し、茶菓子を普段食べられない一五郎を揶揄した。一五郎はこれに怒り、自分は今に神様になってお前に拝ませてくれると言って彼女を散々に罵った。それきり、お絹のいるうちに一五郎は伯母の所へ出かけなかった。桜田門外の変の後、明治22年（1889年）5月に一五郎が靖国神社へ合祀される事になると、70歳近い老婦人となったお絹は、思い出多き当時の事を語ったという[20]。

- 細川家預り中に、一五郎は故郷の母と姉へ訣別書を残し、また幼時から世話になった塙重任へ後の事を頼んだ書を残した[21]。これは母への深い感謝と礼、姉への心遣い、世話になった伯母と塙への厚意を述べてあるもので、彼が人目を忍びながら二度書き初めては、執筆半ばで落涙に沈んでしまって上手く書けず、三度目にして漸く仕上がったとも記してある。この書の中で彼は、「人の一命は限りあるもの、死すべき時生きるもあり、生きるべき時死ぬもありて、仏家がいう前世の約束事、天命であり、昨年10月に大病を煩った自分は病死するより天下の為に死ぬこそ本望」と、今生に訣別している[22]。

## 辞世
故郷の空をし行かばたらちめに身のあらましをつげよかりがね。